# Bactrocera tryoni
Bactrocera tryoni
 es una especie de insecto díptero del género Bactrocera, familia Tephritidae. Walter Wilson Froggatt lo describió científicamente por primera vez en 1897. Se encuentra en Australia.
La hembra deposita sus huevos en frutas y las larvas se alimentan de estas. Causan grave daños económicos. En Australia es considerada una plaga agrícola.